# Luis Rubiales
Luis Manuel Rubiales Béjar (Las Palmas de Gran Canaria, 23 agosto 1977) è un ex calciatore e dirigente sportivo spagnolo, ex presidente della Federazione calcistica spagnola dal 17 maggio 2018 al 10 settembre 2023..

## Biografia
Nella sua carriera come calciatore ha giocato nel ruolo di difensore dal 1991 al 2009, ed è stato presidente dell'Associazione dei calciatori spagnoli (AFE). Per la sua caratteristica tenacia in campo, con 53 presenze ne la Liga in oltre tre stagioni, fu soprannominato Pundonor ("dignità", "onore" oppure "orgoglio").
Si è laureato in giurisprudenza presso la sede di Elche dell'Università di Cardenal Herrera, specializzandosi come avvocato presso il Colegio de Abogados de Madrid (ICAM) ed ha conseguito la laurea come direttore sportivo presso l'Università Camilo José Cela.
In occasione della finale del campionato mondiale femminile di calcio 2023, svoltosi in Australia e Nuova Zelanda, è stato coinvolto in uno scandalo per aver baciato, senza consenso, durante la cerimonia di premiazione per la vincente Spagna, la giocatrice Jennifer Hermoso. Per questo motivo lei lo denuncerà. Rubiales viene poi temporaneamente sospeso per 90 giorni dall'incarico di presidente della Federazione spagnola dalla FIFA; in seguito comunica ufficialmente le proprie dimissioni il 10 settembre 2023, venendo poi sospeso dalla FIFA per 3 anni.

## Palmarès

### Club

#### Competizioni nazionali
- Segunda División (Spagna): 1

Levante: 2003-2004